# 第43师团 (日本陆军)
第43師團為大日本帝國陸軍之一師團。

## 沿革
1944年按海洋師團編制改編，在日本陸軍第31軍編成内駐守塞班島。在塞班島戰役中被美军歼灭。

## 師團概要

### 歷代師團長
- 賀陽宮恒憲王 中將 1943年6月10日 -
- 齋藤義次 中將 1944年4月6日 - 7月6日自決

### 最終所屬部隊
- 步兵第118連隊（静岡）：伊藤豪大佐
- 步兵第135連隊（名古屋）：鈴木榮助大佐
- 步兵第136連隊（岐阜）：小川雪松大佐
- 第43師團通信隊：鷲津吉光大尉
- 第43師團輜重隊：山本光男大尉
- 第43師團兵器勤務隊：村瀬兼松大尉
- 第43師團經理勤務部：大川英夫中佐
- 第43師團野戰醫院：深山一孝中佐

### 師團組織
塞班島戰役發起前，第43師團兵力統計如下：
師團司令部：齋藤義次中將， 268人；
步兵第118连队 （静岡）：伊藤豪大佐，2,605人；
步兵第135连队（名古屋）：鈴木栄助大佐，3,000人以上；  
步兵第136连队（岐阜）：小川雪松大佐，3,650人；
第43师團通信队：鷲津吉光大尉，223人；
第43师團輜重隊：山本光男大尉，94人；
第43師團兵器勤務隊：村瀬兼松大尉
第43師團經理勤務部：大川英夫中佐，99人；  
第43师團野战医院：深山一孝中佐，500人；
第43師團Intendance Duty Unit：Lt. 英雄大川，2,500人。

## 相關項目
- 大日本帝國陸軍師團列表